# فرانك ديفيس
فرانك ديفيس (بالإنجليزية: Frank Davis)‏ (29 مايو 1904 في أستراليا - 12 سبتمبر 1973) هو لاعب كريكت أسترالي. لعب مع فريق تسمانيا للكريكت.

## وصلات خارجية
- فرانك ديفيس على موقع إي آس بي آن كريك إنفو (الإنجليزية)